# Out Skerries
Die Out Skerries sind eine Inselgruppe im Osten der Shetlandinseln etwa 40 km nordöstlich von Lerwick, dem Hauptort der Shetlands. Die Inselgruppe bildet heute eine Community council area. Sie gehörte früher zur Civil parish Whalsay, bis diese 1891 nach Nesting eingegliedert wurde.
Die beiden größten und noch bewohnten Inseln sind Housay mit 50 Einwohnern und die über eine Brücke verbundene Nachbarinsel Bruray mit dem Hafen und dem Flugplatz, auf der 24 Einwohner leben, Stand jeweils 2011.  Daneben gehören noch neben einigen kleineren und unbewohnten Inseln das auch mittlerweile unbewohnte Grunay sowie die Insel Bound Skerry zu den Out Skerries.
Auf letzterer steht der 1858 errichtete 30 Meter hohe weiße Leuchtturm. Seit seiner Automatisierung im Jahre 1972 leben auf der von ehemals drei Leuchtturmwärten bewohnten Insel keine ständigen Einwohner mehr. Hier befindet sich auch die östlichste Stelle von Schottland und liegt etwa 300 km westlich von Tjeldstø in Norwegen.

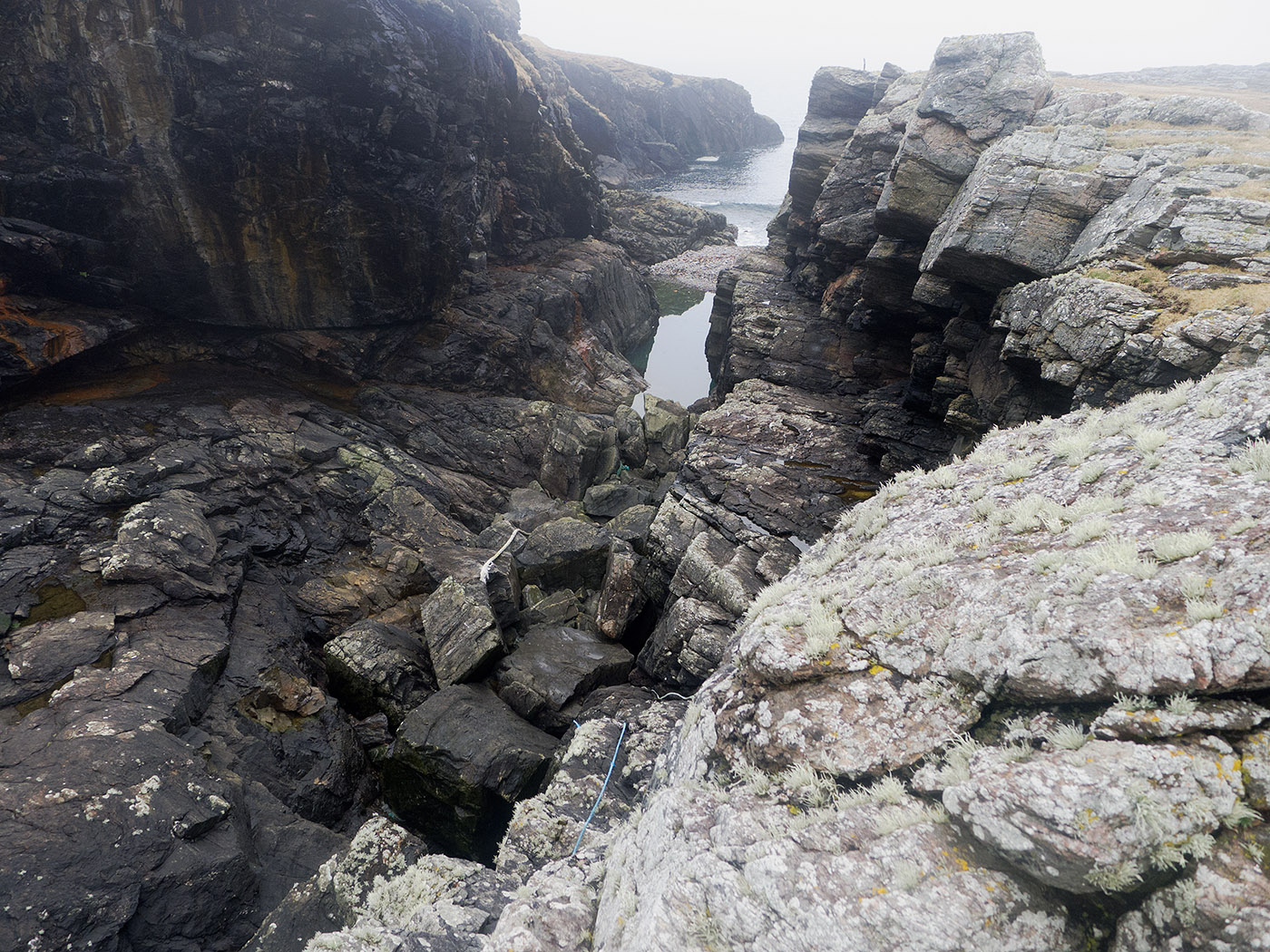
Trolli Geo auf Trollsholm

Die Hauptinseln sind Housay, Bruray und Grunay. Eine Anzahl von Felsnadeln, Inselchen und Schären umgeben die Hauptgruppe. Dazu gehören die Hevda Skerries und Wether Holm im Norden, die Holm im Süden sowie Lamba Stack und Flat Lamba Stack im Osten. Stoura Stack und Hogg liegen südlich von Grunay. Bound Skerry wird von Little Bound Skerry und Horn Skerry flankiert. Hinter Mio Ness an der Südwestspitze von Housay liegen Nord- und Süd-Benelip, die Osterschären sowie Filla, Short und Long Guen (die Guens), Bilia Skerry und Swaba Stack. In einer isolierten Gruppe zwischen den Skerrys und dem Festland liegen Little Skerry, die Vongs und weiter nördlich Muckle Skerry ein weiterer Ausreißer.
Es gibt Hinweise auf eine neolithische Besiedlung, darunter zwei Standorte in Queyness. Der Battle Pund ist ein 13 Meter großes Rechteck, das durch Felsbrocken aus der Bronzezeit begrenzt wird. Sein Zweck ist unbekannt, jedoch ähnelt es Hjaltadans auf Fetlar. An der Nordküste von Grunay liegt eine massive Ruine, die lokal  „The Broch“ genannt wird. Es ist jedoch unbekannt, ob sie aus der Eisenzeit stammt, als Brochs in Schottland errichtet wurden.
Rund um die Inseln gibt es eine Reihe von Schiffswracks, darunter die niederländischen Schiffe Kennemerland (1664) De Liefde (1711) und North Wind (1906). Ein Teil des Goldes aus diesen Wracks wurde 1960 gefunden. Die Wracks der Kennemerland und des dänischen Kriegsschiffs Wrangles Palais (1687) liegen in einem Meeresschutzgebiet.
Die meisten der 76 heutigen Einwohner leben auf der etwa 4 km² großen hügeligen und baumlosen Inselgruppe vom Fischfang und der Landwirtschaft (insbesondere Viehzucht).
Obwohl die Inseln keine nennenswerten Steilküsten besitzen, kann man hier zahlreiche Zug- und Seevögel betrachten.
Einige Übernachtungsmöglichkeiten stehen auf den bewohnten Inseln zur Verfügung. Besucher der an Sehenswürdigkeiten armen Inselgruppe können mit der seltenen Fährverbindung von Lerwick (Dauer ca. 3 Stunden) oder mit dem Flugzeug (Dauer 20 min.) anreisen.
Im Jahr 2014 wurde die örtliche Secondary School geschlossen, die zu diesem Zeitpunkt die kleinste derartige Einrichtung in Großbritannien war und von drei Schülern besucht wurde. Die Primary School schloss 2016, sie hatte zuletzt nur noch einen Schüler. Zuständig war anschließend die Schule in Lerwick.